# Raymond Sebond
Raymond Sebond (também conhecido como Ramon Sibiuda, Sabiende, Sabond, Sabonde, Sebon ou Sebeyde) foi um acadêmico catalão, professor de medicina e filosofia, e finalmente professor régio de teologia em Toulouse. Nasceu em Barcelona (na época a maior cidade catalã do reino de Aragão) no final do século XIV e morreu em 1436.
Seu Liber Naturae sive Creaturarum, etc. (Livro da Natureza ou das Criaturas, etc.), também conhecido como Theologia Naturalis, escrito em 1434-1436, marca um estágio importante na história da teologia natural. Ele foi escrito primeiro em latim (mas não em um latim estritamente clássico, pois continha várias palavras latinas marcadas pela influência da língua catalã). Seus seguidores compuseram uma versão latina mais clássica da obra. Ela foi traduzida para o francês pelo filósofo Michel de Montaigne (Paris, 1569), e editada em latim várias vezes (por exemplo Deventer, 1487; Estrasburgo, 1496; Paris, 1509; Veneza, 1581, etc.) 

Este artigo incorpora texto  (em inglês) da Encyclopædia Britannica (11.ª edição), publicação em domínio público.